# Goula (Ethnie)
Goula (auch: Gula) sind eine Ethnie im Nordosten der Zentralafrikanischen Republik.

## Geschichte
Der Name bedeutet „Menschen des Wassers“. man unterscheidet die «gens de l'eau» (Molo; Goula Mamoun, Mele, Moto Mar, Sara, Mere) und die «gens de la montagne» (Menschen der Berge – Zura, Koto, Wowo, Mutu).
Der Stamm wanderte am Ende des 18. Jahrhunderts in das Gebiet von Vakaga, rund um den Mamoun-See im heutigen Zentralafrika ein. In den 1960ern wurden sie islamisiert.
Das Volk zählt heute ca. 17.000 Menschen die in einem Gebiet von 50.000 km² leben. Ihr Hauptort ist Birao in der Zentralafrikanischen Republik.